# Joe Osborn
Joe Osborn (Mound, 28 de agosto de 1937 - Greenwood, 14 de dezembro de 2018) foi um baixista americano conhecido por seu trabalho como músico de estúdio em Los Angeles e em Nashville durante as décadas de 1960, 1970 e 1980.

## Biografia
Osborn começou sua carreira em pequenos clubes. Mudou-se para Las Vegas aos vinte anos, passando um ano com o cantor country Bob Luman. Com o famoso guitarrista Roy Buchanan entre seus colegas de banda, Osborn mudou da guitarra para o baixo elétrico. Em 1960, com Allen "Puddler" Harris, originário da Paróquia de Franklin, também no nordeste da Louisiana e James Burton, originário da Paróquia de Webster, ele juntou-se à banda de apoio de Ricky Nelson, onde ficou por quatro anos. Seu trabalho em sucessos de Nelson, tais como "Travellin' Man", começou a atrair interesse e Osborn encontrou oportunidades no trabalho em estúdios com vários artistas, dentre eles Johnny Rivers.
Quando a banda de Nelson foi desfeita em 1964, Osborn partiu para o trabalho de estúdio em Los Angeles em tempo integral. Pelos dez anos seguintes, ele foi considerado como a "primeira opção" de baixista entre os músicos de estúdio baseados em Los Angeles (conhecidos como The Wrecking Crew), trabalhando com vários produtores conhecidos: dentre eles, Lou Adler e Bones Howe, frequentemente com o baterista Hal Blaine e o tecladista Larry Knechtel - o conjunto de Blaine, Osborn e Knechtel é referido como o "Trio de Ouro de Hollywood" (Hollywood Golden Trio). Seu baixo pode ser ouvido em muitos dos sucessos gravados em Los Angeles naquela época, além de trilhas sonoras de filmes e comerciais para a televisão.

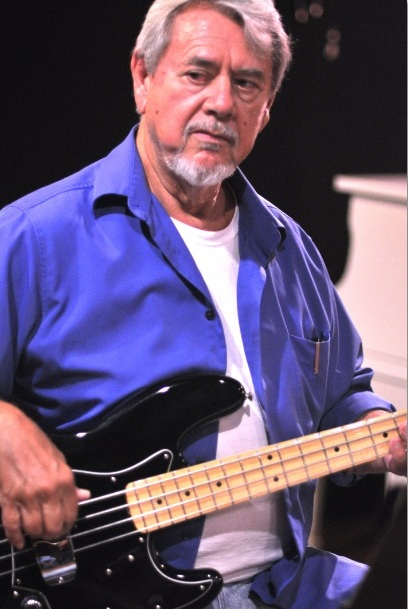
Osborn em 2012.

Em 1974, Osborn deixou Los Angeles e mudou-se para a capital da música country: Nashville. Ele continuou em atividade no estúdio, gravando com no apoio a vários artistas: Kenny Rogers, Mel Tillis e Hank Williams, Jr.
O instrumento utilizado por Osborn durante a maior parte de sua carreira foi um Fender de 1960, do modelo Jazz Bass, que lhe fora dado pela marca pouco antes de uma turnê pela Austrália na banda de Nelson. Osborn disse que inicialmente ele se desapontou por a Fender não ter lhe enviado um Fender Precision Bass, o qual ele já havia utilizado, mas que começou a gostar Jazz Bass porque seu braço mais estreito fazia-lhe ser mais fácil o uso em função de seus dedos serem mais curtos. Ele tocava esse baixo com as cordas LaBella, num arranjo que não mudou por 20 anos, com um estilo que se distinguia por ter um tom ressonante, produzido em parte pelo uso do plectro.
Seu trabalho pode ser ouvido nas gravações de muitos grupos conhecidos, tais como: The Mamas & the Papas, The Association, The Grass Roots e The 5th Dimension. O baixo de Osborn pode ser ouvido na gravação do duo Simon & Garfunkel, "Bridge over Troubled Water" e na versão do 5th Dimension's de "Aquarius/Let the Sunshine In".
Osborn também tocou em muitos dos sucessos de Neil Diamond do final da década de 1960 à metade da década posterior, inclusive na linha de baixo única e distinta de "Holly Holy" in 1969. Osborn é também conhecido pela descoberta e apoio da popular dupla de irmãos, The Carpenters. O baixista também pode ser ouvido em várias das gravações de Nancy Sinatra durante a década de 1970.  Ele participou do álbum de música cristã Forgiven de Don Francisco.
Osborn saiu de Nashville em 1988 e estabeleceu-se em Keithville na Paróquia de Caddo, próximo a Shreveport no noroeste da Louisiana. Em 2005 e desde então, Osborn viveu em semiaposentadoria, à medida que ainda gravava ocasionalmente. Em 2010, Osborn teve seu nome incluído no Louisiana Music Hall of Fame.
Ele também teve um baixo com seu nome: "Joe Osborn Signature", feito pelo fabricante Lakland; entretanto, agora o instrumento é chamado "44-60 Vintage J Bass". Em 2012, a Fender criou uma Fender Jazz Bass customizada para Osborn, conforme as especificações por ele escolhidas. Ele utilizou esse baixo na gravação de estreia do músico teen Matthew Davidson.